# Kabil Sayari
Kabil Sayari est un acteur tunisien.
En 2008, il reçoit le prix du meilleur espoir pour son rôle dans Sayd Errim lors du Festival des médias arabes au Caire.
Il est le fils de l'acteur et metteur en scène Mohamed Sayari.

## Filmographie

### Cinéma
- 2004 : Le Pâtre des étoiles (court métrage) de Mourad Ben Cheikh
- 2013 : Bab El Fella de Moslah Kraïem : Salim

### Télévision
- 2004 : Loutil de Slaheddine Essid et Hatem Belhaj : Aziz
- 2006 :
  - Nwassi w Ateb d'Abdelkader Jerbi
  - Hkeyet el Aroui de Habib Jomni
  - Choufli Hal de Slaheddine Essid (invité de l'épisode 6 de la saison 2) : Ridha, le caméraman
- 2007 : Kamanjet Sallema de Hamadi Arafa et Ali Louati : Hayder Abdelmaksoud
- 2008 : Sayd Errim d'Ali Mansour et Rafika Boujday : Brahim
- 2009 : Aqfas Bila Touyour (ar) d'Ezzedine Harbaoui, Salma Baccar et Jamel Chamseddine : Farès
- 2010 : Donia de Naïm Ben Rhouma, Néjib Mnasria, Abdallah Yahia et Adnen Khédher : Walid
- 2012 : Pour les beaux yeux de Catherine de Hamadi Arafa et Rafika Boujday : Yahia
- 2019-2020 : Awled Moufida de Sami Fehri et Saoussen Jemni : Ismaïl
- 2021 : Millionaire de Muhammet Gök : Abdou

## Théâtre
- 2005 : Al Moutachaâbitoun (Les Opportunistes), texte d'Ali Louati et mise en scène de Mohamed Driss
- 2012 : Mémoire en retraite[2], texte et mise en scène de Meriem Bousselmi
- Alfin Wech de Nabil Mihoub
- La Tunisie, trois mille ans d’histoire